# Ammernlerche

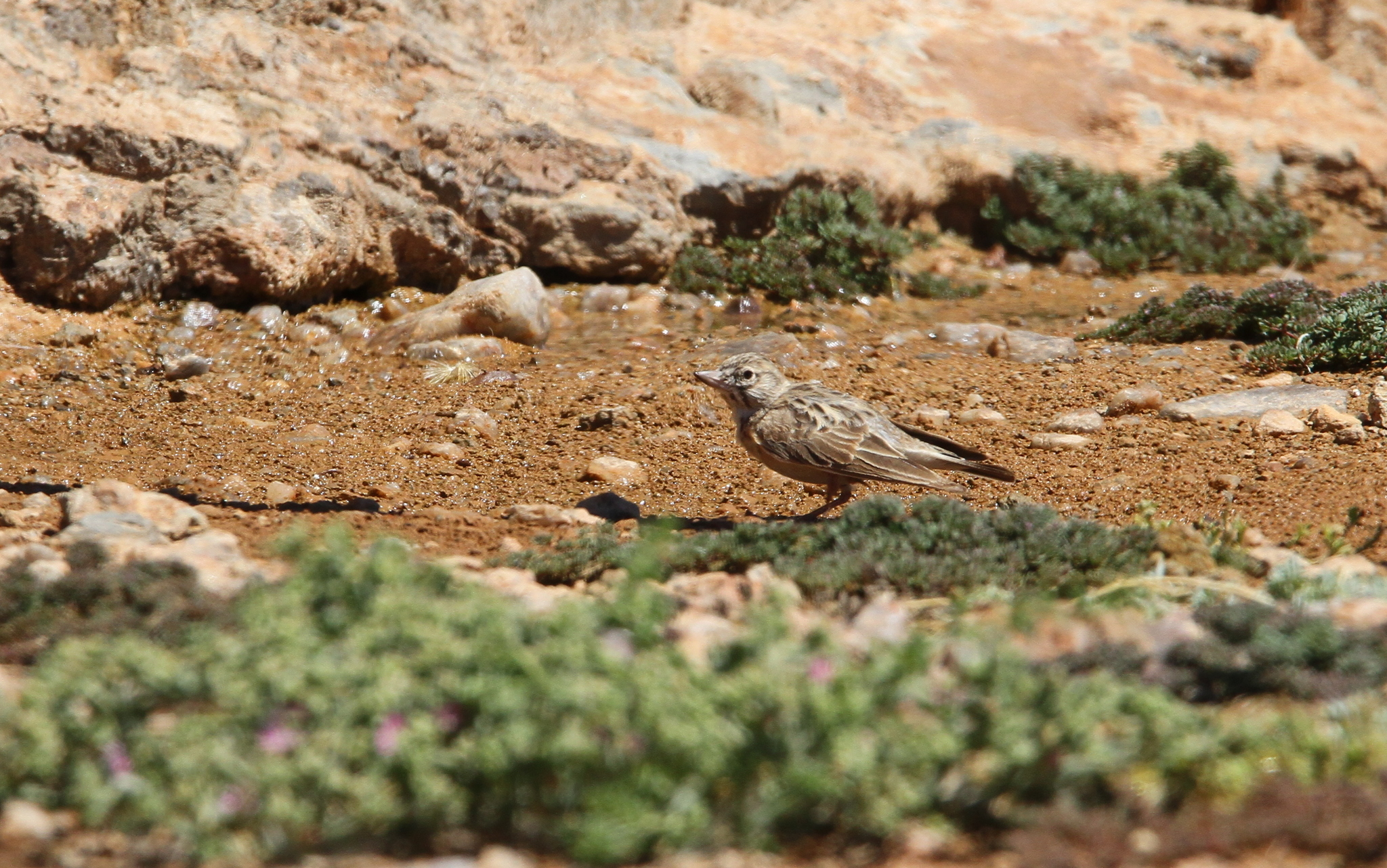
Ammernlerche

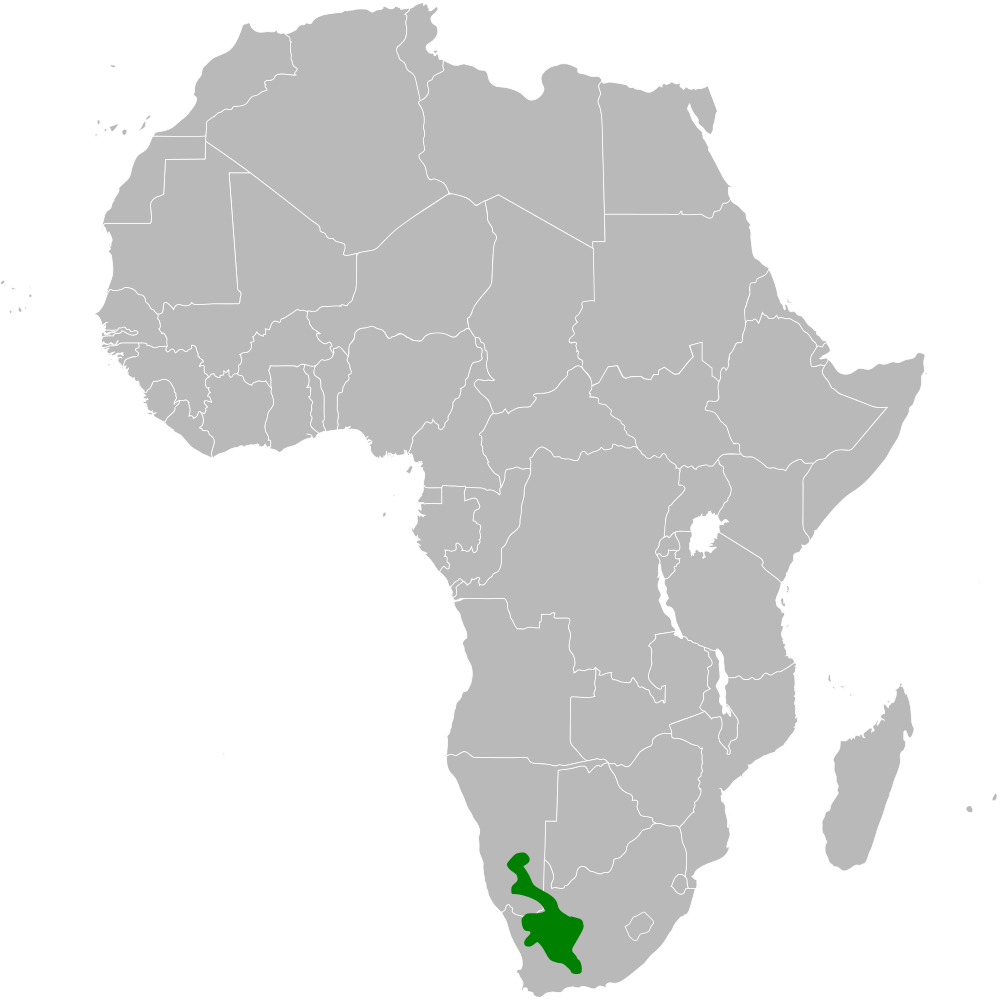
Verbreitungsgebiet der Ammernlerche

Die Ammernlerche (Spizocorys sclateri) ist eine kleine Vogelart aus der Familie der Lerchen. Ihr Verbreitungsgebiet ist der Süden Afrikas. Es werden keine Unterarten unterschieden. Das Artepitheton sclateri ehrt den britischen Zoologen William Lutley Sclater.
Die IUCN stuft die Art als potenziell gefährdet ein.

## Merkmale
Die Ammernlerche erreicht eine Körperlänge von etwa 14 Zentimetern, wovon zwischen 3,9 und 4,5 Zentimeter auf den Schwanz entfallen. Der Schnabel misst vom Schädel aus zwischen 1,3 und 1,55 Zentimeter. Es besteht kein Geschlechtsdimorphismus.
Ammernlerche haben einen weißlich Überaugenstreif, von der Schnabelbasis aus verläuft über das Auge ein dunkler Strich, der erst oberhalb der Ohrdecken endet. Unterhalb des Auges befindet sich ein kleiner schwarzer Fleck, der häufig tropfenförmig ist. Dahinter befindet sich ein halbmondförmiger Fleck. Die Ohrdecken sind dunkelbraun. Das Kinn und die Kehle sind weiß, einige Individuen haben außerdem auf Kinn und Kehle eine bräunliche Tupfen. Die Brust und der obere Bauch sind hell rötlich braun, die Brust ist außerdem schmal braun gestrichelt. Der übrige Bauch sowie die Unterschwanzdecken sind weißlich. Die Hand und Armschwingen sind braun, die einzelnen Armschwingen haben helle Spitzen. Die Schwanzfedern sind braun, wobei die zwei äußersten Steuerfedern und bei einigen Individuen auch die vierte Steuerfeder an den Außenfahnen weißlich sind. Der Schnabel ist bräunlich hornfarben und wird zur Spitze hin etwas dunkler.

## Verwechslungsmöglichkeiten
Die Ammernlerche weist große Ähnlichkeit mit der Falb-, Finken- und Rotschnabellerche auf, die alle gleichfalls zur Gattung Spizocorys gehören.
Von der Rotschnabellerche unterscheidet sich die Ammernlerche durch den längeren und keilförmigeren Schnabel. Die Rotschnabellerche hat außerdem einen rötlichen Schnabel und ist auf der Körperoberseite auch bräunlicher. Auch die Finkenlerche unterscheidet sich von der Ammernlerche durch einen etwas rötlicheren Schnabel. Die Falblerche ist auf der Körperunterseite fast vollständig weiß und hat anders als die Ammernlerche leicht verlängerte Scheitelfedern.

## Verbreitungsgebiet und Lebensraum
Das Verbreitungsgebiet der Ammernlerche ist der Süden von Namibia. Sie fehlt hier jedoch in der Küstenregion. Sie kommt außerdem im Nordwesten der Kapprovinz vor. Sie ist in ihrem Verbreitungsgebiet ein Standvogel.
Der Lebensraum sind trockene, steinige Gebiete in Halbwüsten, die nur schütter mit niedrigen Büschen bestanden sind.

## Lebensweise
Außerhalb der Brutzeit kann die Ammernlerche in Trupps bis zu 25 Individuen beobachtet werden. Während der Brutzeit ist sie dagegen einzelgängerisch oder paarweise anzutreffen. Sie frisst Wirbellose wie Schmetterlingslarven, kleine Käfer und Ameisen und Sämereien von Gräsern, Knöterichgewächsen und Hülsenfrüchten.
Die Brutzeit fällt in den Zeitraum von Juli bis September. Wie alle Lerchen ist auch die Ammernlerche ein Bodenbrüter. Das Gelege besteht aus ein bis zwei Eiern. Die Nestlinge werden von beiden Elternvögeln versorgt.

## Einzelbelege
1. 1 2  Pätzold: Kompendium der Lerchen. S. 290.
2. ↑  George Ernest Shelley (1902), S. 135–137, Tafel 22 Abbildung 3.
3. ↑  Spizocorys sclateri in der Roten Liste gefährdeter Arten der IUCN 2016. Eingestellt von: BirdLife International, 2016. Abgerufen am 25. Februar 2017.
4. ↑  Pätzold: Kompendium der Lerchen. S. 289.